# جائزة فرنسا الكبرى للدراجات النارية 1997
جائزة فرنسا الكبرى للدراجات النارية 1997 هو سباق دراجات نارية أقيم بتاريخ 8 يونيو 1997. كان الجولة السادسة من أصل 15 في سباق الجائزة الكبرى للدراجات النارية موسم 1997. فاز الأسترالي ميك دوهان بفئة 500 سي سي بينما جاء الإسباني كارلوس تشيكا في المركز الثاني وحصل على المركز الثالث الياباني تادايوكي أوكادا.

## وصلات خارجية
- الموقع الرسمي